# Срібний вік
«Срібний вік» — радянський телефільм 1983 року, знятий режисерами Віктором Букетару і В'ячеславом Середою на студії «Телефільм-Кішинеу».

## Сюжет
Фільм знято за мотивами однойменного роману Віри Мальової. Беззмінно працює головою колгоспу Замфіра Дума. Тут працює головним інженером її чоловік Тудор. Вони часто сваряться через постійні виробничі конфлікти. Одного разу, не порадившись із дружиною, Тудор приймає пропозицію стати директором сусіднього колгоспу та їде туди. Але за деякий час, зрозумівши, що не може жити без сім'ї, повертається додому.

## У ролях
- Грігоре Грігоріу — Тудор
- Валерія Заклунна — Замфіра
- Віктор Чутак — роль другого плану
- Марія Сагайдак — роль другого плану
- Юліан Кодеу — роль другого плану
- Аурелія Корецька — секретар

## Знімальна група
- Режисери — Віктор Букетару, В'ячеслав Середа
- Сценарист — Юрій Чулюкін
- Оператор — Микола Дегтяр
- Композитор — Євген Дога